# 僕の巡査
『僕の巡査』（ぼくのじゅんさ、原題：My Policeman）は、2022年制作のイギリス・アメリカ合衆国の映画。ハリー・スタイルズ主演。
ベサン・ロバーツ原作のロマンス小説「My Policeman」の映画化。Amazon Prime Videoで2022年11月4日から配信。

## あらすじ
1950年代、イングランド南部にある海辺の町ブライトンで警察官を務めるトムは教師のマリオンとの交際も順調に進み、順風満帆な生活を送っていた。
そんなある日、町に博物館キュレーターのパトリックが引っ越してきた。トムはパトリックに惹かれ、やがてお互いに愛するようになるが、当時のイギリスでは同性愛が禁じられていたため、2人は密かに交際する。しかし、嫉妬が原因でその関係が崩れていく。
時は流れ1990年代、3人の辿ったその後の人生が描かれる。

## キャスト
※括弧内は日本語吹替。
- トム：ハリー・スタイルズ（内山昂輝[4]）
  - トム（1990年代）：ライナス・ローチ（家中宏[4]）
- マリオン：エマ・コリン（川庄美雪[4]）
  - マリオン（1990年代）：ジーナ・マッキー（唐沢潤）
- パトリック：デヴィッド・ドーソン（平川大輔）
  - パトリック（1990年代）：ルパート・エヴェレット（津田英三）

## 評価
レビュー・アグリゲーターのRotten Tomatoesでは139件のレビューで支持率は46%、平均点は5.70/10となった。Metacriticでは38件のレビューを基に加重平均値が50/100となった。